# 曽蔭権
曽 蔭権（そう いんけん、1944年10月7日 - ）は、香港の政治家。第2代香港特別行政区行政長官を務めた。英語名はドナルド・ツァン（Donald Tsang）。

## 経歴
1944年10月7日に誕生する。1964年に香港華仁書院大学予科卒業後、香港大学建築系に入学するも経済的事情で中退し、ファイザーの販売員を2年間勤めた後、1967年にイギリス統治下にある香港政庁に入庁して公務員となる。入庁時はノンキャリアである二級行政主任であったが、1971年に幹部候補（キャリア）である政務主任試験に合格したのをきっかけに昇進を続ける。主に経済畑を歩み、1977年にはアジア開発銀行に出向した。アジ銀での経験が評価され、1981年にハーバード大学ケネディ・スクールに留学し、行政学修士を取得した。また、香港中文大学と香港理工大学、香港大学からは名誉博士号を授与された。その後、経済・財政政策の専門官として、通商局長などを歴任する。1995年には華人としては初めて財政長官に就任する。1997年の香港返還前日には、イギリス政府よりナイト・コマンダー（司令官騎士 KBE）を受勲し、サー（Sir）の称号が与えられた。

### 返還後
返還後も財政長官を留任し、アジア通貨危機の際には香港ドルの防衛に尽力した。2001年に陳方安生が特区政府No.2ポストである政務長官を辞任するとその後任として就任した。2002年には大紫荊勲章（GBM）を受勲している。2005年3月に董建華が行政長官を辞任すると、香港基本法の規定により行政長官代行に就任した。補欠選挙は同年7月に行われるため政務長官の後任は置かれず、ツァンがそのまま兼任することとなった。
2005年5月26日、7月に行われる補欠選挙に立候補するため、政務長官および行政長官代行職を辞任した（基本法の規定により、政務長官の身分のまま立候補することはできない）。

### 行政長官に就任
董建華の辞任直後から様々なルートにより、中央政府意中の後任人選であることが伝えられていた。6月16日、ツァンは796名の選挙委員のうち674人の推挙および40人の支持をとりつけ、他に立候補に必要な100名以上の推挙を獲得した者がいないため、自動的に次期行政長官に当選した。6月21日、中華人民共和国国務院の温家宝総理より正式に行政長官に任命され、同24日には北京にて宣誓を行い、行政長官としての職務を開始した。
2005年、立法会に政治体制改革政府案を提出し、第3期行政長官選挙における選挙委員会の定員増加や、立法会議員選挙における議席数の増加を目指したが、普通選挙の早期実施を主張する民主派議員の反対により、法案は否決された。
2007年3月25日に実施された第3期行政長官選挙は、第1期選挙以来初めて複数候補が争う選挙となり、ツァンは649票を獲得して再選した。

### 不正行為
2015年10月5日、廉政公署（香港反不正独立委員会）により、行政長官在任中の不正行為２件につき訴追された。その後、2016年10月11日にさらに1件の収賄で追加起訴された。曽蔭権は、全ての訴因について無罪を主張したため、香港高等法院の原訟法廷（第一審事実審理部）において陪審による裁判が2017年1月10日に開始された。同2月17日、陪審は1件の不正行為（在任中に、行政長官として許認可権限を有していたテレビ局の大株主との取引関係を報告していなかったこと。）について有罪、もう1件について無罪との評決に達したが、収賄については評決に達することができなかった（香港では、９人の陪審員中7人の意見の一致が必要である）。同22日、高等法院原訟法廷は17日に有罪とされた不正行為について量刑を行い、20ヶ月の禁錮との判決を下した。なお、2月17日に評決に達することができなかった収賄関する訴追については、2017年9月に新たな陪審による事実審が行われる予定である。

## 人物
トレードマークである蝶ネクタイを愛用していることから、「蝶ネクタイのツァン（煲呔曾、Bow-Tied Tsang）」のあだ名がある。
8人兄弟の長男。父の曽雲、弟の曽蔭培はともに香港警察の警察官であり、曽蔭培は香港警察トップである警務処長を務めた。夫人はマカオ出身の曽鮑笑薇で、1969年に結婚した。
敬虔なカトリック教徒であり、毎朝ミサに参加することで知られる。このことはイギリス統治下の香港政庁の官僚出身であり、イギリス政府から叙勲を受けている。
訪日歴はプライベートな訪問を含め多数あり、財務長官・政務長官として公式訪問しており、行政長官としては初めて日本を公式訪問した。
香港ラジオ局英語放送の番組で、「人民が極端に走った場合、文化大革命のような運動が出現する（中略）。人民がすべてを掌握したとき、その地域の管理は困難になる」と香港の民主化を文化大革命に例えるような発言をしたことで、香港の各界およびメディアから多くの非難を浴びた。